# Miscanthus sinensis
Pour les articles homonymes, voir Eulalie.
Espèce
Classification phylogénétique

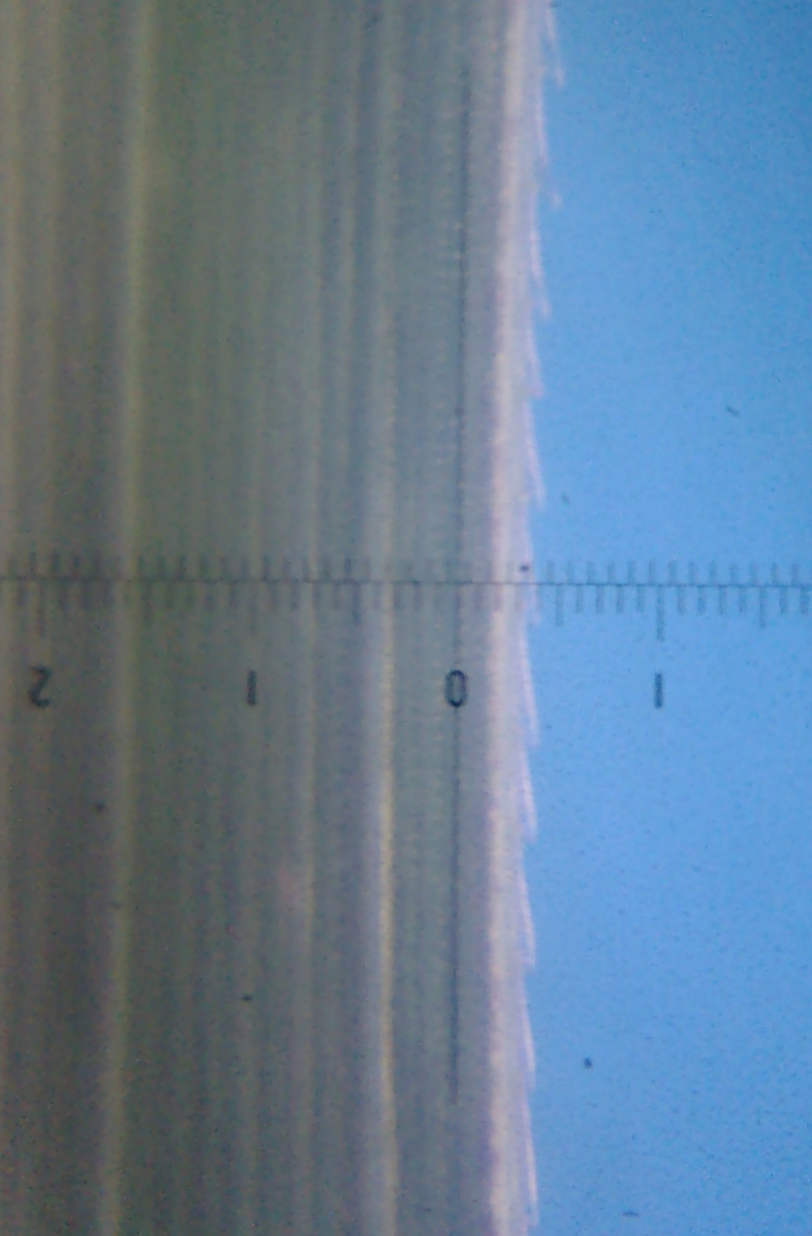
Bord « en dents de scie » de la feuille de M. sinensis, vue au microscope.

Miscanthus sinensis est une espèce de plantes monocotylédones de la famille des Poaceae (Graminées), sous-famille des Panicoideae, originaire d'Asie orientale .
Elle est parfois nommée « herbe à éléphant » (abusivement), « graminée géante », « eulalie » ou « roseau de Chine ».
Cette plante herbacée vivace, rhizomateuse, a été introduite dans toutes les régions tempérées, notamment en Amérique du Nord et en Europe, comme graminée ornementale. Échappée des jardins elle s'est naturalisée dans diverses régions, devenant parfois envahissante.

## Description
Il s'agit d'une plante herbacée atteignant les 4 mètres dans une station appropriée. Ses feuilles ont la particularité d'avoir les bords en "dents de scie", cette plante est donc très tranchante.

## Répartition géographique
Elle est originaire d'Asie : Chine, Japon, Corée, Indonésie et Philippines.
Miscanthus sinensis est également reconnue comme espèce de plante envahissante.

## Usage
- Plante ornementale : de nombreux cultivars ont été sélectionnées, notamment pour leur feuillage panaché.

C'est l'un des parents de l'hybride Miscanthus ×giganteus, le « miscanthus géant ». Ce dernier a été créé avec l'objectif de produire des cultures de biomasse lignocellulosique en quantité industrielle avec pour vocation de produire des agrocarburants ou un combustible renouvelable.
On l'utilise également broyé, en paillis. Malgré son excellent pouvoir isolant et couvrant, son principal défaut est une faible tenue au vent fort, surtout s'il est sec. Il peut être réutilisé en le compostant (ce qui permet d'augmenter l'apport en matière carbonée).

## Aspects culturels

### Au Japon
Au Japon, l'herbe Miscanthus sinensis est appelée couramment susuki, ou herbe-plume nippone; elle y est très populaire pour ses ondoiements dans le vent et sa couleur argentée.
Dans le jeu de cartes traditionnel japonais Hanafuda, des champs de Miscanthus sinensis (susuki) sont représentés sur la série des quatre cartes du mois d'août.
Cinq à dix roseaux sont utilisés pour la décoration lors d’o-tsukimi, la version japonaise de la fête de la mi-automne.
Dans la Ballade de l'impossible de Haruki Murakami, une scène apparaît durant laquelle Naoko fait tourner entre ses doigts un épi de susuki.

## Synonymes
- Eulalia japonica Trin.
- Saccharum japonicum Thunb.

Parmi ses noms vernaculaires, on trouve « herbe à éléphant », « graminée géante », « eulalie » ou « roseau de Chine ».

## Génétique
Le génome de cette plante a été séquencé et publié en déc. 2017 ; mis à disposition sur le site internet de Phytozome  ; il comprend environ 2Gb sequence en 19 chromosomes (67789 loci correspondant à 89486 transcripts)

## Liste des sous-espèces et variétés
Selon Tropicos (7 octobre 2016) (Attention liste brute contenant possiblement des synonymes) :
- Miscanthus sinensis subsp. condensatus (Hack.) T. Koyama
- Miscanthus sinensis subsp. purpurascens (Andersson) Tzvelev
- Miscanthus sinensis subsp. sinensis
- Miscanthus sinensis var. condensatus (Hack.) Makino
- Miscanthus sinensis var. coreensis (Hack.) I.C. Chung
- Miscanthus sinensis var. decompositus (Nakai) Honda
- Miscanthus sinensis var. formosanus Hack.
- Miscanthus sinensis var. gracilliumus Hitchc.
- Miscanthus sinensis var. ionandros (Nakai) I.C. Chung
- Miscanthus sinensis var. longiberbis (Hack.) I.C. Chung
- Miscanthus sinensis var. nakaianus (Honda) I.C. Chung
- Miscanthus sinensis var. purpurascens (Andersson) Rendle
- Miscanthus sinensis var. sinensis
- Miscanthus sinensis var. transiticus Nakai ex T. Mori
- Miscanthus sinensis var. variegatus Beal
- Miscanthus sinensis var. zebrinus Beal